# 卡尔·马克思峰
卡尔·马克思峰位于塔吉克斯坦山地巴达赫尚自治州西南部，伊什卡希姆县东部，海拔6,723米（22,057英尺），属于帕米尔高原的Shakhdara Range，也是该山脉的最高峰，离喷赤河、阿富汗边界不远。卡尔·马克思峰于1937年由苏联地质学家Sergey Klunnikov发现并命名。由于二战的爆发，登顶行动被推迟，最终于1946年被由Evgeniy Beletskiy带队的苏联登山家登顶成功。